# Bonedriven
«Bonedriven» es el tercer sencillo de la banda británica de rock alternativo Bush en su segundo álbum Razorblade Suitcase. Fue lanzada en 16 de abril de 1997. Siguió a los exitosos sencillos de la banda "Swallowed" y "Greedy Fly". Esta canción y "Cold Contagious" son los únicos sencillos de Bush de 1994 a 1999 que no se incluyen en la compilación de grandes éxitos de la banda de 2005 The Best Of: 1994–1999, aparentemente excluidos a favor de dos pistas adicionales del álbum de remix de la banda Deconstructed que no fueron lanzados como sencillos.

## Video musical
El video fue el último video que se hizo del álbum Razorblade Suitcase. Fue dirigido por Mark Lebon del 21 al 24 de mayo de 1997 en Londres, el video musical se realizó porque BMW se acercó a la banda y quería usar la canción en un anuncio, y también ofrecieron un BMW Z3 a cada uno de los miembros de la banda. El video tenía un presupuesto muy bajo ya que la banda no contaba con el respaldo de BMW, y el director Mark Lebon tuvo que seguir a la banda mientras realizaban una gira por los Estados Unidos durante un mes para filmar imágenes en vivo de sus shows para usar en el video en una cámara mini dv de mano.

## Lista de canciones
- UK CD 1 Single IND95553
  1. "Bonedriven (Radio Edit)" - 4:09
  2. "Synapse (Philip Steir Remix)" - 6:24
  3. "Personal Holloway (Soundclash Republic Mix)" - 6:22
  4. "Straight No Chaser" - 4:00
- UK CD 2 Single INDX95553
  1. "Bonedriven" - 4:34
  2. "Bonedriven (Beat Me Clever Mix)" - 4:17
  3. "Everything Zen (Derek De Large Mix)" - 7:17

## Posiciones
| Lista(1997)                            | Posiciones |
| -------------------------------------- | ---------- |
| Escocia (Scottish Singles Sales Chart) | 49         |
| Reino Unido (UK Singles Chart)         | 49         |